# 郜秀菊
郜秀菊（1962年9月—），女，汉族，河南林州人，中华人民共和国政治人物，中国共产党党员，第十三届全国人民代表大会河南省代表。

## 生平
2018年，郜秀菊被选为河南省出席第十三届全国人民代表大会代表。